# Rajon Tschuhujiw
Der Rajon Tschuhujiw (ukrainisch Чугуївський район/Tschuhujiwskyj rajon; russisch Чугуевский район/Tschugujewskyj rajon) ist eine 1923 gegründete Verwaltungseinheit innerhalb der Oblast Charkiw im Osten der Ukraine.
Der Rajon hat eine Fläche von 4612 km² und eine Bevölkerung von etwa 137.000 Einwohnern, der Verwaltungssitz befindet sich in namensgebenden Stadt Tschuhujiw, diese war jedoch bis Juli 2020 kein Teil des Rajonsgebietes.
Am 17. Juli 2020 kam es im Zuge einer großen Rajonsreform zur Auflösung des alten Rajons und einer Neugründung unter Vergrößerung des Rajonsgebietes um die Rajone Smijiw, Petschenihy und Wowtschansk sowie der bis dahin unter Oblastverwaltung stehenden Stadt Tschuhujiw, ein kleiner Teil um Wolochiw Jar wurde an den Rajon Isjum abgetreten.

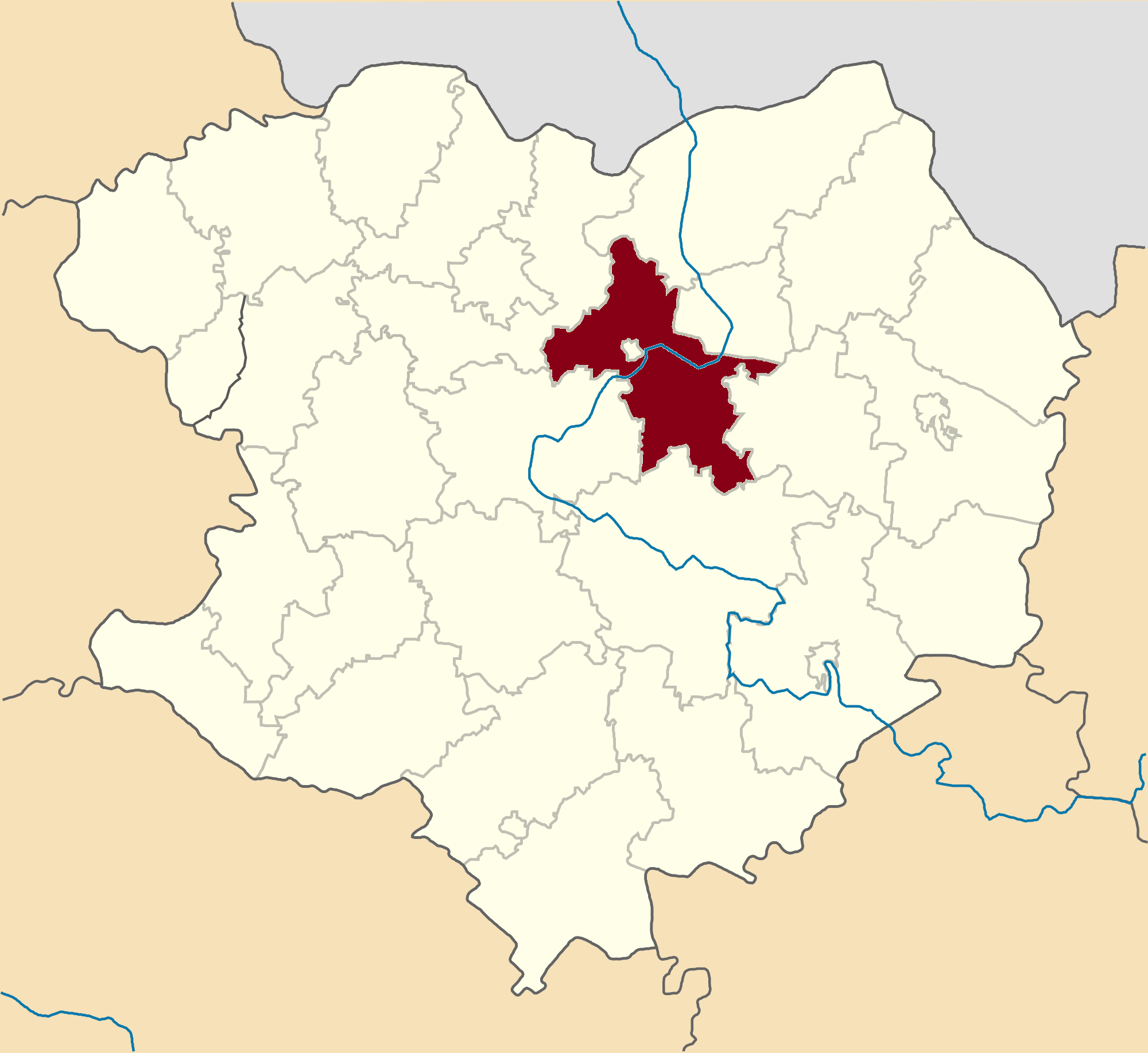
Rajonsgebiet bis Juli 2020
Rajonsgebiet ab Juli 2020

## Geographie
Der Rajon liegt im Nordosten der Oblast Charkiw. Er grenzt im Norden an Russland (Oblast Belgorod, Rajon Wolokonowka und Rajon Schebekino), im Osten an den Rajon Kupjansk, im Südosten an den Rajon Isjum, im Süden an den Rajon Losowa, im Südwesten an den Rajon Krasnohrad sowie im Westen an den Rajon Charkiw.
Durch den Rajon fließt der Siwerskyj Donez, der Udy sowie der Wowtscha, dabei ergeben sich Höhenlagen zwischen 75 und 230 Metern. Im Zentrum befindet sich der Petschenihy-Stausee.

## Administrative Gliederung
Auf kommunaler Ebene ist der Rajon in 9 Hromadas (3 Stadtgemeinden, 6 Siedlungsgemeinden) unterteilt, denen jeweils einzelne Ortschaften untergeordnet sind.
Zum Verwaltungsgebiet gehören:
- 3 Städte
- 12 Siedlungen städtischen Typs
- 200 Dörfer
- 11 Ansiedlungen

Die Hromadas sind im Einzelnen:
- Stadtgemeinde Tschuhujiw
- Stadtgemeinde Smijiw
- Stadtgemeinde Wowtschansk
- Siedlungsgemeinde Malyniwka
- Siedlungsgemeinde Nowopokrowka
- Siedlungsgemeinde Petschenihy
- Siedlungsgemeinde Sloboschanske
- Siedlungsgemeinde Staryj Saltiw
- Siedlungsgemeinde Tschkalowske

Bis Juli 2020 waren er in 6 Siedlungsratsgemeinden und 13 Landratsgemeinden unterteilt, denen jeweils einzelne Ortschaften untergeordnet waren.
Zum Verwaltungsgebiet gehörten:
- 6 Siedlungen städtischen Typs
- 31 Dörfer
- 3 Ansiedlungen

### Siedlungen städtischen Typs
| Siedlungen städtischen Typs | Siedlungen städtischen Typs | Siedlungen städtischen Typs |
| Name                        | Name                        | Name                        |
| ukrainisch transkribiert    | ukrainisch                  | russisch                    |
| --------------------------- | --------------------------- | --------------------------- |
| Eschar                      | Есхар                       | Эсхар                       |
| Kotschetok                  | Кочеток                     | Кочеток                     |
| Malyniwka                   | Малинівка                   | Малиновка (Malinowka)       |
| Nowopokrowka                | Новопокровка                | Новопокровка                |
| Tschkalowske                | Чкаловське                  | Чкаловское (Tschkalowskoje) |
| Wwedenka                    | Введенка                    | Введенка                    |

### Dörfer und Siedlungen
| Dörfer                   | Dörfer         | Dörfer                             | Dörfer            |
| Name                     | Name           | Name                               | Gemeindezuordnung |
| ukrainisch transkribiert | ukrainisch     | russisch                           | Gemeindezuordnung |
| ------------------------ | -------------- | ---------------------------------- | ----------------- |
| Kamjana Jaruha           | Кам'яна Яруга  | Каменная Яруга (Kamennaja Jaruga)  | Kuryliwka         |
| Hawryliwka               | Гаврилівка     | Гавриловка (Gawrilowka)            | Tschkalowske      |
| Hrakowe                  | Гракове        | Граково (Grakowo)                  | Hrakowe           |
| Iwaniwka                 | Іванівка       | Ивановка (Iwanowka)                | Iwaniwka          |
| Mospanowe                | Мосьпанове     | Мосьпаново (Mospanowo)             | Mospanowe         |
| Mykolajiwka              | Миколаївка     | Николаевка (Nikolajewka)           | Tschkalowske      |
| Nowa Hnylyzja            | Нова Гнилиця   | Новая Гнилица (Nowaja Gniliza)     | Tschkalowske      |
| Rtyschtschiwka           | Ртищівка       | Ртищевка (Rtischtschewka)          | Hrakowe           |
| Saroschne                | Зарожне        | Зарожное (Saroschnoje)             | Saporoschne       |
| Stara Pokrowka           | Стара Покровка | Старая Покровка (Staraja Pokrowka) | Stara Pokrowka    |
| Welyka Babka             | Велика Бабка   | Великая Бабка (Welikaja Babka)     | Welyka Babka      |
| Wolochiw Jar             | Волохів Яр     | Волохов Яр (Wolochow Jar)          | Wolochiw Jar      |
| Siedlungen               |                |                                    |                   |
| Doslidne                 | Дослідне       | Дослидное (Doslidnoje)             | Tschkalowske      |
| Salisnytschne            | Залізничне     | Зализничное (Salisnitschnoje)      | Hrakowe           |
| Rosdolne                 | Роздольне      | Раздольное (Rasdolnoje)            | Nowopokrowka      |